# Jedi contra Sith
Jedi contra Sith es un cómic basado en el universo de la Guerra de las Galaxias. Salió a la venta en 2001 y se publicaron seis números. Se basó parcialmente en la secuela del videojuego Dark Forces, Jedi Knight: Dark Forces 2 publicada en 1997. La trama del videojuego, y más tarde la de la novela, mostraba el Valle del Jedi en Ruusan y hablaba de una brutal confrontación que dejó cientos de almas Jedi y otros combatientes de la Fuerza atrapadas en el Valle. Desde ese momento, la Fuerza recorría el Valle de manera excepcional dotando de poder al que llegase al corazón de este.
Posteriormente, los seis cómics fueron agrupados en un recopilatorio para su venta que relacionaban el periodo de la Antigua República con el de las precuelas de Star Wars y la Orden Jedi introducida en el Episodio I creado por George Lucas. Además explicaba la extinción de los Sith, la fórmula de solo un maestro y un aprendiz y la historia del Valle del Jedi.

## Historia
El cómic empieza con la frase: «La Batalla de Ruusan está servida». Tras la Guerra Civil Jedi, los Sith y los Jedi han combatido ferozmente en las Nuevas Guerras Sith. Los Sith se han agrupado en Ruusan tras una igualada serie de contiendas sin que los Jedi consigan destruirlos, siendo su única esperanza el reclutamiento de jóvenes adeptos a la Fuerza o gente para combatir en el Ejército de la Luz.
Por su parte, la Hermandad de la Oscuridad Sith está dividida entre Lord Kaan que emplea la Fuerza y los ataques en masa y Lord Darth Bane, que promueve una visión de una Orden Sith menor, unida mediante el Lado Oscuro.

## Apartado técnico
Con guion de Darko Macan y dos españoles en los dibujos y en las ilustraciones de las cubiertas, Raúl Fernández y Ramón F. Bachs, Jedi contra Sith fue publicado en el territorio anglosajón por Dark Horse con el título original de Jedi Vs. Sith. La edición española fue publicada por Planeta DeAgostini y contenía los bocetos y dibujos conceptuales del cómic.
Ramón F. Bachs dijo en los comentarios de estos bocetos que «quería reflejar el caos de la guerra y dar un aspecto medieval a los Jedi». Habló también de su parte favorita en la creación de cómics: la fabricación de personajes. Explicó cómo trató de poner a los Sith tatuajes, cómo Darth Bane debía reflejar maldad y fue su primer personaje; también se explayó acerca de su doble intención de hacer mundos de aspecto distinto al clásico y de rejuvenecer a los protagonistas según avanzaba el cómic.